# Дурдинець Василь Васильович
Васи́ль Васи́льович Дурдине́ць (нар. 27 вересня 1937, с. Ромочевиця, Підкарпатська Русь, Перша Чехословацька Республіка (нині Мукачівський район, Закарпатська область, Україна)) — український державний, політичний та громадський діяч і дипломат, міністр з питань надзвичайних ситуацій та у справах захисту населення від наслідків Чорнобильської катастрофи, Надзвичайний і Повноважний Посол України.

## Життєпис
1960 — закінчив юридичний факультет Львівського державного університету ім. І. Я. Франка.
1958–1978 — працював у комсомольських і компартійних органах (Львів, Москва, Київ): з 1959 року — 2-й секретар Львівського міського комітету ЛКСМУ, 2-й секретар Львівського обласного комітету ЛКСМУ. У січні 1963 — грудні 1964 року — 1-й секретар Львівського сільського обласного комітету ЛКСМУ. У грудні 1964—1966 року — 1-й секретар Львівського обласного комітету ЛКСМУ. З 1966 року — завідувач відділу ЦК ВЛКСМ. З 1970 по травень 1973 року — завідувач відділу адміністративних органів Львівського обласного комітету КПУ; з 1973 року — заступник завідувача відділу адміністративних органів ЦК КПУ.
1978 — призначений заступником, а 1982 — 1-м заступником міністра внутрішніх справ УРСР. На цій посаді працював до лютого 1991 р. У 1986 році очолював оперативний штаб забезпечення правопорядку в зоні аварії на Чорнобильській АЕС;
У 1989 р. особисто тиснув на відомого українського правозахисника Івана Геля, щоб той відмовився від проведення від маніфестації за легалізацію УГКЦ.
Двічі (березень 1990 та 1994 роках) обирався народним депутатом України. З 1991 року — член Президії, голова постійної Комісії Верховної Ради України з питань оборони і державної безпеки держави;
29 січня 1992 р. — обраний 1-м заступником голови ВР України;
У липні 1995 р. увійшов до складу Кабінету Міністрів України як віце-прем'єр-міністр з питань державної безпеки та надзвичайних ситуацій.
18 червня 1996 — призначений 1-м віце-прем'єр-міністром України. Одночасно залишався головою Координаційного комітету по боротьбі з корупцією й організованою злочинністю при Президентові України.
Указом Президента України від 2 липня 1997 р. призначений виконуючим обов'язки прем'єр-міністра України.
Ініціатор створення Міністерства України з питань надзвичайних ситуацій та у справах захисту населення від наслідків Чорнобильської катастрофи (1996 р.). Більшість державних діячів і закордонних експертів вважають створене В. В. Дурдинцем Міністерство з питань надзвичайних ситуацій найбільш потужним за ефективністю діяльності в Україні.
30 липня 1997 — звільнений з посади в. о. прем'єр-міністра України й призначений директором Національного бюро розслідувань України.
22 березня 1999 — 30 листопада 2002 — міністр з питань надзвичайних ситуацій та у справах захисту населення від наслідків Чорнобильської катастрофи.
Особисто очолив розроблення Національної програми подолання наслідків Чорнобильської катастрофи, яка була схвалена Верховною Радою України. Активно сприяв створенню міцної і справедливої законодавчої бази соціального захисту потерпілих. Під керівництвом Василя Дурдинця ліквідовані наслідки катастрофічних паводків у Закарпатській області (1998—2002).
2 грудня 2002 — 15 липня 2003 — Надзвичайний і Повноважний Посол України в Угорській Республіці (в Словенії — за сумісництвом).
Член Урядового комітету з реформування аграрного сектору та з питань екології і надзвичайних ситуацій з 17 лютого 2000, член Ради національної безпеки і оборони України зі серпня 1997, представник України в постійних органах Частково відкритої угоди Ради Європи щодо запобігання, захисту та надання допомоги у разі великих природних і техногенних катастроф у серпні 1999 — листопаді 2003.
З серпня 1995 р. — голова Міжвідомчої комісії з проведення паспортизації громадян;
З вересня 1995 р. — голова Координаційної ради з питань розбудови державного кордону України;
З жовтня 1995 р. — голова Міжвідомчої комісії з питань вреґулювання кризових ситуацій у разі вчинення актів незаконного втручання в діяльність цивільної авіації;
З 05 вересня 1995 по 2 лютого 1995 — Голова Національної координаційної ради боротьби з наркоманією при Кабінеті Міністрів України;
З 12 липня 1996 по 19 березня 1999 — голова Державної комісії з питань зв'язку і радіочастот;
З серпня 1995 по червень 1998 — голова Комісії з питань повернення в Україну валютних цінностей, що незаконно знаходяться за її межами;
1996—1997 роки — голова Державної комісій з підготовки та проведення конкурсів на найкращий ескіз великого Державного Герба України та найкращий текст Державного Гімну України;
1997—2000 роки — член Координаційної ради з питань судово-правової реформи при Президентові України;
Генерал внутрішньої служби України (з 1997).
З 2004 р. — голова асоціації «Чорнобиль», радник Міністерства внутрішніх справ.

## Відзнаки та нагороди
- Почесний професор Національної академії внутрішніх справ з 1997.
- Заслужений працівник МВС з 1990.
- Заслужений прикордонник України з 1997 р.
- У здобутку Василя Дурдинця понад 280 нагород. Серед них орден Трудового Червоного Прапора (1977), Знак Пошани (1971), «За особисту мужність» (1991), почесними грамотами Президії ВР УРСР (1987), КМ України (1998), Почесною відзнакою Президента України (серпень 1996), орденом «За заслуги» II ст. (27 вересня 2012)[11], іменною вогнепальною зброєю (1996), лауреат Премії імені Ярослава Мудрого 2008 року «За цикл наукових праць та проектів з питань інформатизації законотворчої, правоохоронної та правоосвітньої діяльності». За видатні особисті заслуги перед Україною в галузі державного будівництва, плідну діяльність у забезпеченні захисту та надання допомоги у разі природних і техногенних катастроф нагороджений орденом князя Ярослава Мудрого V (2000) та IV (2002)[12] ступенів.
- Почесний громадянин міст Бобринця і Котовська, «Народний посол України».
- Заслужений юрист України (26 квітня 2011) — за мужність і самовідданість, виявлені під час ліквідації наслідків Чорнобильської катастрофи, багаторічну активну громадську діяльність, сумлінну працю та високий професіоналізм[13]
- Почесний доктор Київського університету права НАН України (2013)
- Орден «За заслуги» I ст. (25 червня 2016) — за значний особистий внесок у державне будівництво, соціально-економічний, науково-технічний, культурно-освітній розвиток України, вагомі трудові здобутки та високий професіоналізм[14]
- Відзнака Президента України — ювілейна медаль «25 років незалежності України» (2016).[15]